# Unter deutschen Betten
Unter deutschen Betten ist eine deutsche Filmkomödie von Jan Fehse aus dem Jahr 2017. Das Drehbuch von Lucy Astner basiert auf dem Roman Justyna Polanska – Unter deutschen Betten von Holger Schlageter.

## Handlung
Die Schlagersängerin Linda Lehmann träumt von einer Karriere als Star, zu der ihr ihr Produzent Friedrich verhelfen soll. Doch dieser hat es nur auf die junge Bibi abgesehen und lässt Linda sitzen. Nach einem einzigen Hit geht Linda als One-Hit-Wonder wieder unter. Um sich über Wasser zu halten, nimmt Linda eine Stelle als Putzfrau an, was bis dato so gar nicht zu ihren Fähigkeiten gehörte.

## Produktion
Der Film wurde von Veronica Ferres’ und Nina Maags Produktionsgesellschaft Construction Filmproduktion gemeinsam mit Fox International Productions (Germany) produziert und hatte ein Budget von 4,5 Millionen Euro.
Die Dreharbeiten fanden vom 28. Juli bis zum 9. September 2016 in München und Umgebung statt. Gedreht wurde dabei unter anderem im Deutschen Theater und im GOP Varieté-Theater. In Dachau fanden Dreharbeiten in der ehemaligen MD-Papierfabrik statt.
Der Film feierte seine Premiere am 12. September 2017 im Mathäser-Filmpalast in München und kam am 5. Oktober deutschlandweit in die Kinos.